# サンキスト (飲料)
サンキスト（英語: Sunkist）は、1979年にアメリカ合衆国で立ち上げられたソフトドリンクのブランド。このブランドは果汁100%ジュースではなく、炭酸飲料や清涼飲料としてのブランドになっている。

## 歴史
飲料のサンキストブランドは1979年当時、ペプシコーラ製造の大手独立系ボトラーであったゼネラル・シネマにサンキスト・グローワーズがライセンスを認可したのが始まりである。これは当時コカコーラ社のファンタブランドなどで、オレンジが汎世界的に3番目に販売の大きいドリンクフレーバーであることを示す市場調査に基づいて、将来性を予見したMark Stevensの構想に基づくものだった。1977年から1978年初期にかけて味、色、炭酸の強さについての大規模な研究開発が行われ、サンキストは当時Edward F. O'Reillyが社長だったニューヨークのコカ・コーラ社が販売権を得てニューヨークでひのき舞台を飾った。多くの他社製品と違い、サンキストのオレンジジュースにはカフェインが41.0mg含まれている。
立ち上げ時、サンキストにかかわる従業員は社長のMark Stevens、販売部門のPeter Murphy、研究開発部門のDr. John Leffingwell、財務部門のRay Sissom、東北地域運営のJim DeDreuの五人であった。サンキストブランドは大手のコカコーラとペプシコーラが販売権を取得したことですぐに全国的に展開された。TV・ラジオコマーシャルでは広告スローガンの"fun, sun and the beach"にザ・ビーチ・ボーイズのグッド・ヴァイブレーションをブランドの主題歌として宣伝が行われた。1980年、サンキスト・オレンジソーダはアメリカ国内でオレンジ炭酸飲料で1位であり、販売量もソフトドリンクで10位であった。

## 販売
1984年後半、飲料のサンキストはデルモンテ・フーズに売却された。
アメリカ合衆国では1986年から2008年まで、キャドバリー・シュウェップス子会社のキャドバリー・シュウェップス・アメリカス・ビバレッジのライセンスを通してキャドバリー・シュウェップスが生産した。キャドバリー・シュウェップス・アメリカス・ビバレッジの分社化後、現在はドクターペッパー・スナップル・グループが製造している。ドクターペッパー・スナップル・グループはサンキストのダイエット版も製造している。
イギリスではサンキスト・グローワーズのライセンスの下、炭酸飲料などとしてヴィムトから販売されている。
オーストラリアではアサヒ子会社のシュウェップス・オーストラリアが販売しているが、オーストラリア製造のものはカフェインフリーとなっている。
カナダではカナダ・ドライ・モッツからカフェイン抜きのオレンジジュースがC'プラスとして販売されている。パッケージには少量のサンキストジュースが含まれることが表示されている。
フィリピンではアジア醸造所が販売している。

## 成分
| オーストラリア (375 mL缶の値): - 炭酸水 - 砂糖 - 食物酢 (E330) - 香料 - 保存料 (E211) - 着色料 (E110) | カナダ (355 mL缶の値): - 炭酸水 - 砂糖/ブドウ糖果糖 - 濃縮オレンジジュース - クエン酸 - 加工コーンスターチ - 安息香酸ナトリウム - ソルビン酸カリウム - スクロース酢酸イソブチル - クエン酸ナトリウム - 着色料 - 天然香料 - アスコルビン酸 | イギリス (330 mL缶の値): - 炭酸水 - 砂糖 - クエン酸 - 天然香料 - ph調整剤 (クエン酸ナトリウム) - 甘味料 (アセスルファムカリウム, サッカリン) - 保存料 (ソルビン酸カリウム) - 安定剤 (アラビアガム) - 抗酸化剤 (アスコルビン酸) - 着色料 (混合カロテン) |

| アメリカ (20オンスボトルの値): - 炭酸水 - 異性化糖 および/または 糖類 - クエン酸 - 安息香酸 (保存料) - 加工食品デンプン - 天然および人工香料 - カフェイン - エステルガム - アスコルビン酸 (保存料) - 黄色6号 - 赤色40号 | アメリカ (12オンス缶の値): - 炭酸水 - 異性化糖 - クエン酸 - 安息香酸 (保存料) - 加工食品デンプン - "天然香料" - カフェイン - エステルガム - 黄色6号 - 赤色40号 |  |

## 批判
雑誌Men's Healthはサンキストのソフトドリンクをオレオアイスクリームサンドイッチ6個と同等の極端に多量の砂糖と「子供の行動と集中の問題にかかわる」とされる人工着色料の黄色6号と赤色40号を含むとしてアメリカ国内で最も悪いソーダとみなしている。

## 種類
- サンキスト (オレンジ)
- ダイエット・サンキスト (オレンジ)
- サンキスト・スパークリングレモネード
- ダイエット・サンキスト・スパークリングレモネード
- サンキスト・ストロベリー (カフェインフリー)
- サンキスト・ピーチ (カフェインフリー)
- サンキスト・グレープ (カフェインフリー)
- サンキスト・サマーフルーツ
- サンキスト・トロピカル
- サンキスト・パインアップル (カフェインフリー)
- サンキスト・フルーツ・パンチ (カフェインフリー)
- サンキスト・チェリー・ライムエード
- サンキスト・フロート
- サンキスト (オレンジ) シュガーフリー
- サンキスト・テン
- サンキスト・ソーラーフュージョン (2010年、販売終了) - Tropical Mandarin with caffeine
- サンキスト・シトラスフュージョン (2010年、販売終了) - Citrus Lime with caffeine

## スローガン
- "Good Vibrations." (1978年 - 1980年代前半)
- "Drinkin' in the Sun." (1980年代後半)
- "Feel All Orange Inside." (2007年 - 2010年)
- "Head For the Sun." (2010年 - 2013年)
- "Taste the Sun." (現在)